# Cambio climático en Israel

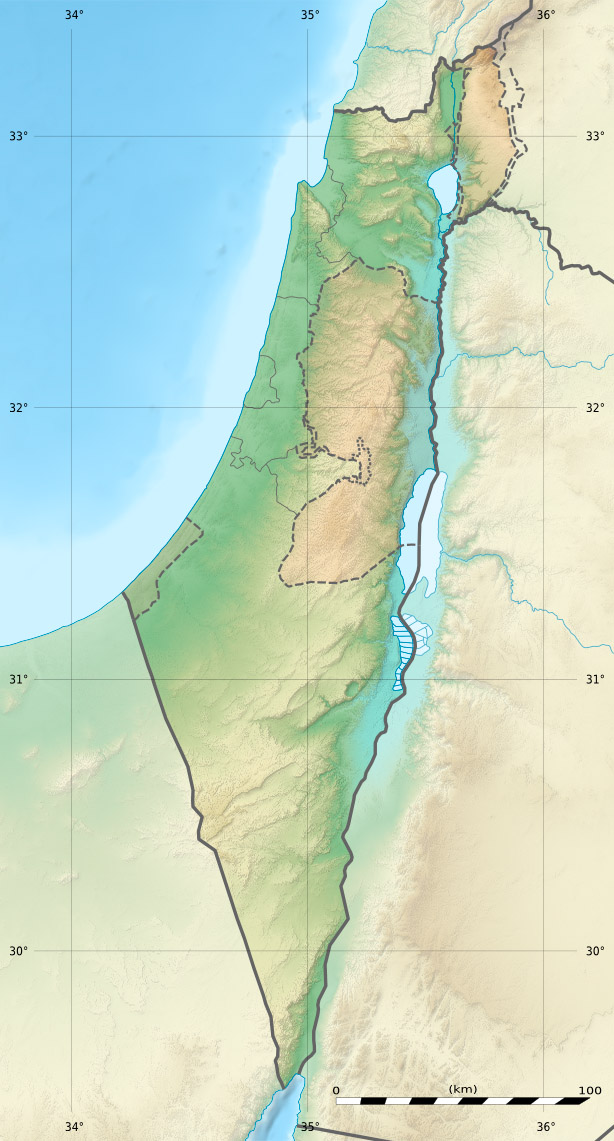
Mapa físico (en relieve) de Israel y Estados colindantes

El cambio climático en Israel es el conjunto de causas, efectos y consecuencias del cambio climático en Israel, y por extensión en otros territorios del litoral oriental del mar Mediterráneo (clima subtropical-mediterráneo) y de las subregiones más áridas al este y al sur. Desde que fuera definido y abordado en la segunda mitad del siglo xx, ha sido un tema de debate en la sociedad israelí, cuyos efectos se han notado en la política y la industria locales, como, naturalmente, en los parajes naturales a lo largo y ancho del país.
Existen importantes evidencias de los efectos del calentamiento global en la cuenca del Mediterráneo, que ha sido sometida a varios tipos de eventos climáticos en las últimas décadas, más evidentes en los países del este y sureste de la región, incluido Israel. Se estima que en el futuro, estas tendencias, de no ser mitigadas, podrían impactar en la economía, la calidad de vida y las relaciones con los países vecinos.

## Efectos de la intervención humana directa
Los efectos medioambientales de la intervención humana en Israel, e históricamente en la región de Palestina (Eretz Israel), han sido identificados desde antes de la fundación del Estado hebreo. A partir de la invasión de Egipto y el Levante mediterráneo por Napoléon, la región se transformó en un centro de actividad política e industrial, impactando en los parajes naturales, como bosques y pantanos, y las especies que los habitaban. La deforestación con fines agrícolas hizo menguar las especies autóctonas (luego reemplazadas por especies importadas) y redujo sustancialmente las zonas verdes en algunos puntos de la región.
Antes y después de la fundación del Estado de Israel, las labores fomentadas por los movimientos sionistas se centraban en la agricultura, la construcción y el acondicionamiento de la tierra bajo el lema «hacer florecer el desierto», a la vez que se hizo hincapié en la natalidad y el aumento de la población como un objetivo estratégico. Muchos de estos proyectos, considerados en su día un éxito de la empresa judía en el incipiente Estado, resultaron perjudiciales para los ecosistemas locales conforme se iban desarrollando los conocimientos relacionados con los efectos medioambientales. Cuando David Ben-Gurión se mudó al desierto del Néguev, lo hizo como una declaración sobre la necesidad de traer la civilización hacia ese ecosistema que formaba el 60 % del país. Pero quizás el más célebre fue el gran proyecto de drenado y aprovechamiento para el cultivo de los pantanos del valle de Jule. Considerado un gran éxito durante muchos años (y un ejémplo de la vocación y destrezas de la Hityashvut), se produjo un efecto perjudicial para el ecosistema local que influyó en la desaparición de varias especies y un cambio en la composición de la tierra destinada a la labranza. En este caso concreto, las labores de recuperación de las últimas décadas han dado su fruto, habiendo logrado recuperar buena parte de las especies desaparecidas.

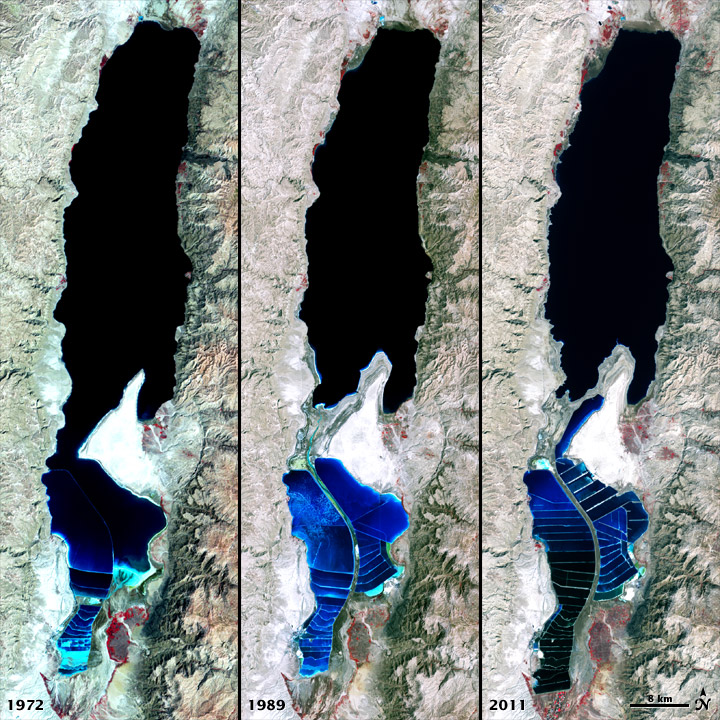
Comparación del estado del mar Muerto, 1972-2011

A partir de la segunda mitad del siglo xx, las actividades de extracción de minerales en la cuenca del mar Muerto han contribuido a la aceleración en el ritmo de secado del lago, ya en sí en rápido proceso de reducción debido a las cada vez más escasas aportaciones del río Jordán, consecuencia del calentamiento global y del uso del agua para la irrigación de tierras agrícolas. Las aguas del mar Muerto y zonas colindantes están ricas en potasas, bromuro, yeso, sal y otros minerales que se extraen en grandes cantidades por empresas israelíes y jordanas en la parte sur del lago, una industria que constituye una importante fuente de actividad económica. Para llevar a cabo el proceso, es necesario evaporar artificialmente agua del lago, que pierde entre 700 y 800 millones de metros cúbicos (hm³) al año, de los que 250-350 hm³ se deben a la minería.

## Efectos del calentamiento global
Registros arqueológicos de la región muestran que siempre ha existido una variabilidad significativa del clima en el Mediterráneo oriental. Sin embargo, es a partir de la segunda mitad del siglo xx cuando se ha detectado el comienzo de un período de incertidumbre, que ha afectado en el campo de los estudios climáticos las variables correspondientes a parámetros que ya tenían en consideración esa variabilidad histórica.
El calentamiento global se ha manifestado en la región mediterránea a través de largos períodos de sequía. Desde la década de 1960 la región ha ido calentándose con un incremento importante en la frecuencia, intensidad y duración de las olas de calor y los períodos de sequía. Estas tendencias han tenido especial manifiesto en Israel, donde se ha observado un incremento en los días y noches cálidas y una reducción de los días y noches frías. El principal factor en la subida de la temperatura media en Israel ha sido la subida de la temperatura mínima en esta región.
Entre 2006 y 2009, Israel sufrió la peor sequía en ocho décadas, con precipitaciones hasta 20 % por debajo de la media, la cual llevó a la implementación de medidas de emergencia que constaban de recortes en el suministro de agua para la agricultura y, por consiguiente, repercutiendo tanto en los agricultores, quienes perdieron entre el 40 % y 50 % de su producción anual, como en los precios de los productos agrícolas, muy consumidos en Israel y otros mercados destino, como Palestina.

### Incendios forestales

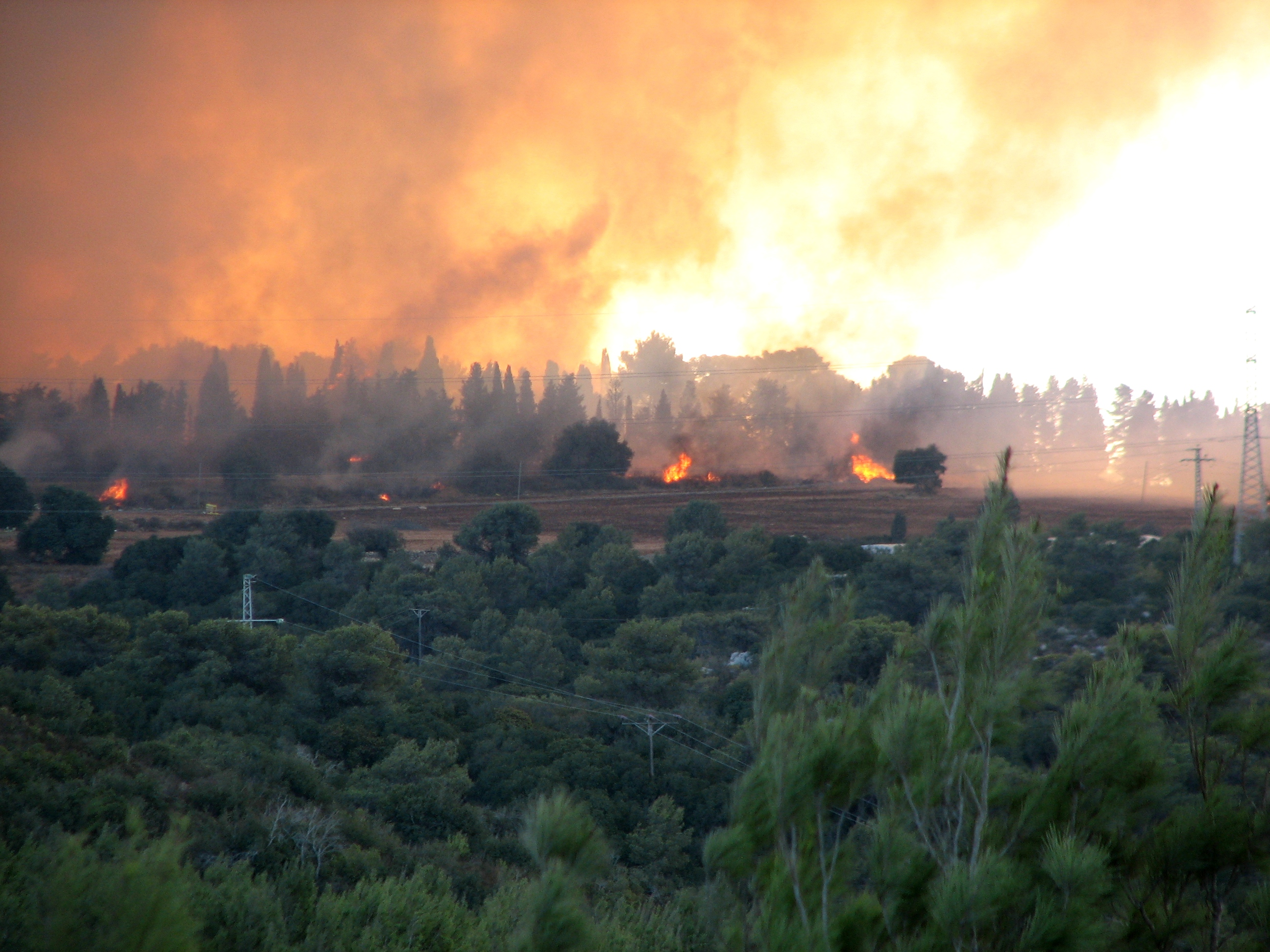
El incendio del Monte Carmelo, diciembre de 2010

Las condiciones de extrema sequía han propiciado la propagación de incendios en la región. En diciembre de 2010 se produjo el mayor y más letal de los desastres naturales de la historia del país, cuando un incendio en el monte Carmelo asoló 2200 hectáreas de bosques, vegetación y poblados, incluidas las 600 hectáreas de la muy importante reserva natural de Jai-Bar. El otoño de ese año había estado marcado por una excepcional ausencia de lluvias, experimentando condiciones de extrema sequía después de diez meses consecutivos sin precipitaciones. El incendio cobró 43 vidas y más de 17 000 personas fueron evacuadas, con importantes consecuencias para el ecosistema local.
Según un estudio realizado por científicos israelíes y alemanes, los incendios forestales son uno de los indicios más típicos del cambio climático en la región, y serán más frecuentes conforme se acerque a la subida de 1,5 °C en la temperatura global que los expertos manejan como hipótesis más probable, y que será superada en el Levante mediterráneo.

### Pérdida de biodiversidad
Según un estudio del Instituto de Paleontología de la Universidad de Viena publicado en enero de 2021 en la revista de la Royal Society, el calentamiento de las aguas provocado por la crisis climática ha eliminado de las bajas aguas del Mediterráneo israelí al 95 % de las especies autóctonas de la región, que han sido sustituidas por especies tropicales migradas (más adaptadas a aguas más cálidas). La investigación apuntó a una reorganización del ecosistema del Mediterráneo oriental que puede provocar que las migraciones de especies se intensifiquen en los próximos años. Entre las especies desaparecidas de estas latitudes del litoral israelí se incluyen caracoles, almejas, esponjas de mar y peces típicos de esta región, y es probable que este fenómeno revele una tendencia más general, que pueda darse en otras zonas del Mediterráneo oriental.

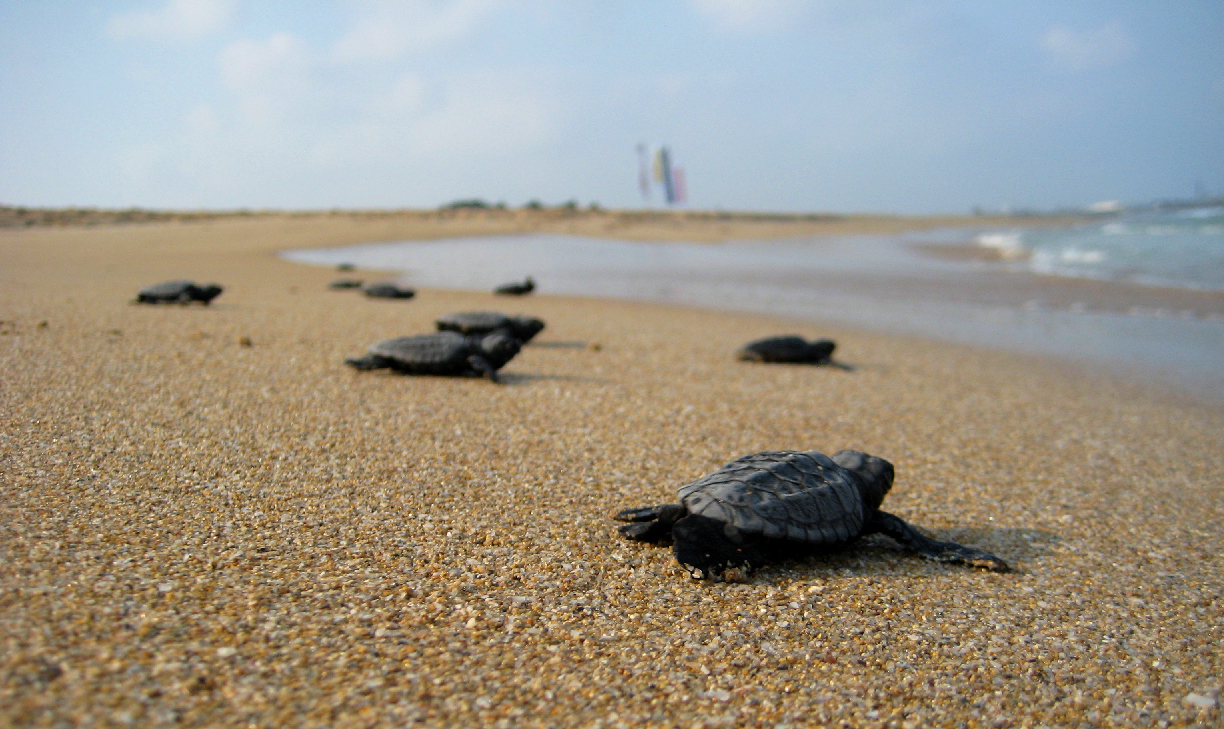
Crías de la tortuga boba (Caretta caretta) en la costa de Atlit, en su travesía hacia el mar.

Del 5 % de especies autóctonas que todavía habitan estas aguas, el 60 % de las que se identificaron en el estudio tienen tamaño notablemente menor que la media de su especie, lo cual demuestra que mueren muy jóvenes, antes de reproducirse. Esta falta de reproducción podría significar la futura desaparición de un número mayor de poblaciones, tendencia posiblemente ya irreversible para las aguas bajas, pero que aún podría evitarse en las aguas profundas, donde las temperaturas son más bajas y las poblaciones de especies autóctonas son mucho más amplias.
Otras especies, como las tortugas marinas del Mediterráneo, son consideradas especies en peligro de extinción, que se han visto perjudicadas por múltiples factores relacionados con la actividad humana, como la contaminación marina, la pesca, la disminución de zonas de nidificación costeras y el calentamiento global. La capacidad de las tortugas marinas para aguantar la respiración bajo el agua depende de la temperatura del agua – cuanto más fría, más tiempo pueden quedarse sumergidas (hasta varias horas). El calentamiento de las aguas bajas significa que las tortugas tengan que subir más a menudo a la superficie, lo cual resulta peligroso para su supervivencia.
Mientras que las aguas cálidas suponen un problema para las especies autóctonas, otras especies aprovechan la subida de las temperaturas en estas latitudes. Entre estas especies son cada vez más comunes las medusas y escualos como el tiburón arenero y el tiburón trozo, que han aumentado su presencia en las costas de Israel.

## Predicciones basadas en el ritmo de calentamiento

### Repercusiones en Israel y Oriente Próximo

#### Ecológicas

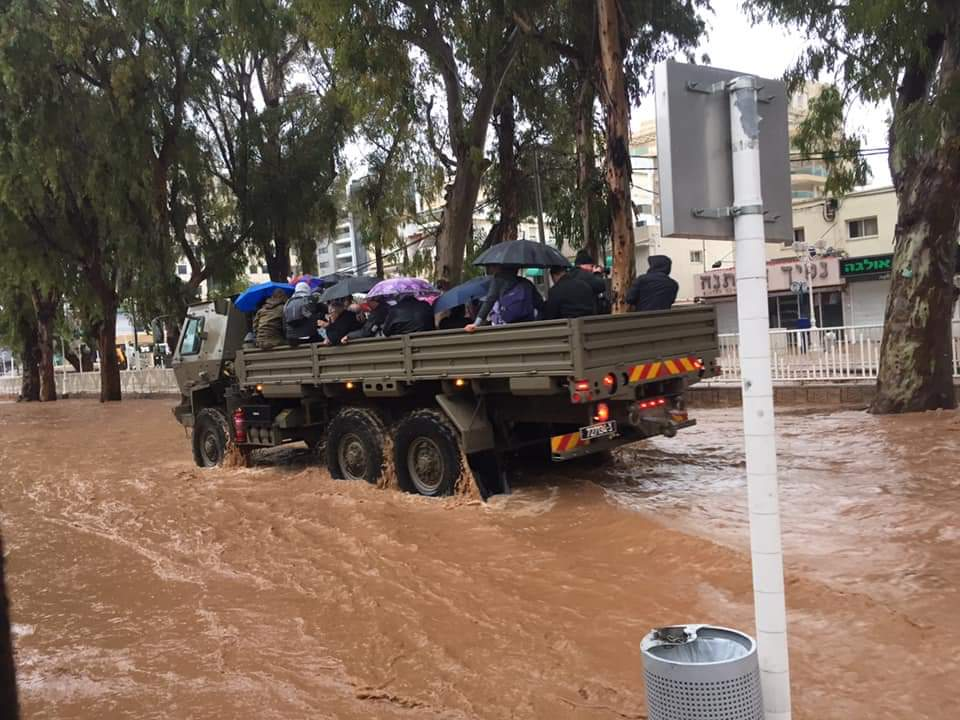
Inundaciones en Israel, enero de 2020

Por lo general, Israel y la región del Mediterráneo oriental ya está experimentando el impacto del cambio climático en el clima y el comportamiento de los ecosistemas locales, sin embargo será más notable en las próximas décadas. Se estima que dichos efectos, de seguir el ritmo actual del calentamiento global, incluirán períodos de carencia importante de agua dulce, aumento en la frecuencia de eventos climáticos de más gravedad (olas de calor, sequías, fuertes tormentas e inundaciones), desertificación, desplazamiento de ecosistemas, pérdida de especies de fauna y flora, blanqueo de los corales, pérdida de frezaderos y, por otra parte –como ya mencionado–, un importante incremento en poblaciones de especies como la medusa.
Como caso particular se puede dar el ejemplo del mar de Galilea, que durante más de dos décadas (hasta comienzos de la década de 2020) iba perdiendo importantes cantidades de agua por los largos períodos de sequía, hasta alcanzar su mínimo histórico. En este tiempo Israel, que anteriormente dependía en gran medida del lago como fuente de agua potable (habiendo construido el Acueducto Nacional a este fin), fue explorando soluciones alternativas, sobre todo mediante la desalinización, pudiendo salvar gran parte de la fauna local pero con malas perspectivas cara al futuro. Sin embargo, dos inviernos con fuertes precipitaciones han hecho que en las primaveras de 2020 y 2021 el lago alcanzara casi el umbral en el que se requiere la apertura de la Presa de Degania, para evitar inundaciones. Estos períodos de precipitaciones intensas tras meses y hasta años de sequía serán cada vez más comunes conforme se vayan agudizando los efectos del calentamiento global. Aunque beneficioso para el turismo y la economía local, el problema que se ha observado con la rápida entrada de grandes cantidades de agua en el lago es su baja calidad debido a contaminantes que se arrastran a lo largo del proceso. A pesar de la última subida del nivel del agua, el Ministerio de Protección del Medio Ambiente de Israel (MEP) valora una bajada del nivel de agua en el mar de Galilea de hasta 22 % durante este siglo.

#### Socioeconómicas, políticas y regionales
Desde un punto de vista socioeconómico, dichos cambios repercutirán en una serie de desafíos, que incluirán la carencia de fuentes de agua dulce, con la consiguiente posible pérdida de producción agrícola, pérdida de tierra arable, importantes cambios en los patrones migratorios en busca de recursos, aumento en el número de refugiados climáticos y problemas infraestructurales, desembocando todo ello en una crisis económica.
En las últimas décadas, la ONU ha predicho que en el futuro no lejano sería la falta de agua y no la política o la religión el motivo principal de los conflictos en Oriente Próximo. Según estas previsiones, las condiciones climáticas agudizarán las tensiones entre países y territorios que comparten recursos y fuentes de agua, una tendencia que ya se está notando en la actualidad. Israel mantiene acuerdos en esta materia con sus vecinos, sobre todo Jordania, que constituyen un elemento básico en las relaciones entre ambos países. En el pasado ya se han producido momentos de tensión entre israelíes y jordanos en torno a la interpretación del llamado «acuerdo del agua» firmado en 1994 como parte de los acuerdos de paz entre ambos países, en el que Israel se compromete a compartir con Jordania 50 millones de metros cúbicos de agua al año (50 hm³/año). Este ratio será difícil de mantener conforme se vayan haciendo menos abundantes las fuentes de agua en la región. Se verá afectado especialmente el acuerdo del río Yarmuk, que supone más de la mitad del agua compartida (27 hm³/año). Por su parte, las necesidades de Palestina en un futuro se evalúan en 70 a 80 hm³/año, y se estima que en cualquier futuro acuerdo de paz con Israel, las demandas palestinas en términos de agua serán incluso mayores.

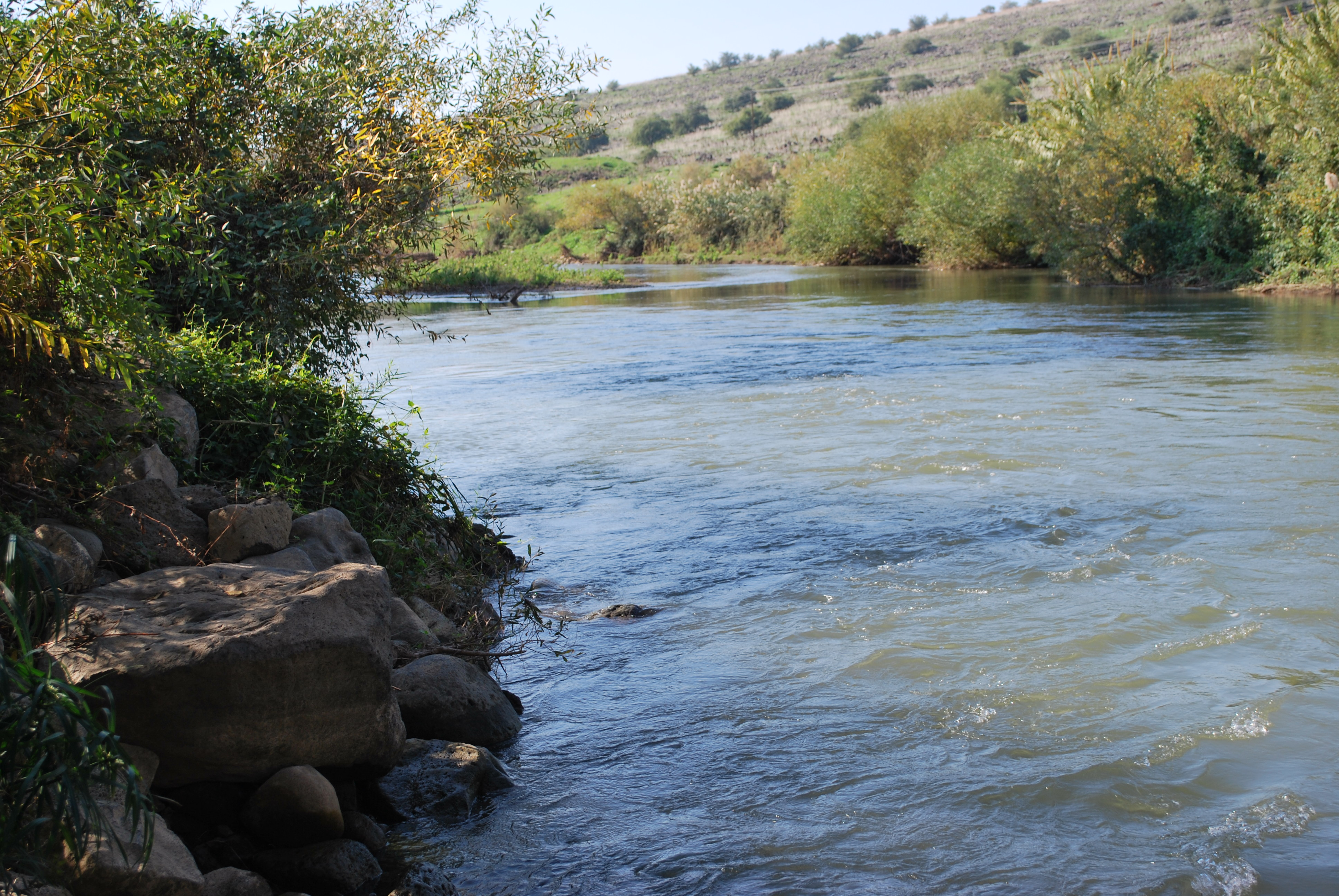
El río Jordán

No cabe duda de que cualquier futuro proceso de paz entre Israel y sus vecinos al norte, Líbano y Siria, que compartirán con el país hebreo las consecuencias del cambio climático en la región, incluirá demandas sobre el reparto del agua del Jordán y sus afluentes, como también, en el caso de Siria, de las fuentes del mar de Galilea.
A los problemas políticos, tanto en Jordania y Palestina como en Israel, debido a la escasez de agua durante largos períodos, se añadirán los causados por la subida del nivel del mar, que afectará el acuífero del litoral israelí-palestino. Ello resultará en el aumento de la salinidad del agua potable de Gaza, como también en la contaminación del mencionado acuífero, además de la necesidad de reubicar edificios e instalaciones costeras. De acuerdo con el MEP, el ritmo actual de subida de las aguas, 10 mm anuales —el mismo que en toda la cuenca del Mediterráneo— podría acelerarse en las próximas décadas.

### Previsiones para el año 2100
De seguir el ritmo del calentamiento global registrado en el año 2000, se estima que las temperaturas en Israel y sus vecinos del litoral mediterráneo hacia finales del siglo habrán subido en una media de entre 1,6 °C y 1,8 °C. Según un modelo del MEP, publicado en 2018 en su informe para la CMNUCC (véase a continuación), estas cifras podrían ser más graves, con un aumento del 1,5 °C a 3 °C en invierno y 1,5 °C a 4 °C en verano, con alto índice de variabilidad.
El Servicio Meteorológico de Israel presentó en diciembre de 2019 un análisis exhaustivo de las tendencias de temperatura y precipitaciones, basado en datos de varias zonas del país, y un análisis de modelos climáticos previstos para las próximas décadas. El estudio considera que por su ubicación y características geográficas, Israel será uno de los países más afectados por el calentamiento global, con una proyección de aumento de la temperatura en un promedio de 1,2 °C ya para 2050.
En estas condiciones, las precipitaciones se reducirán entre 4 % y 8 % en una región donde históricamente las sequías aun así no son poco comunes. La intensidad de las precipitaciones crecerá y se presentarán cambios en sus patrones. La evapotranspiración subirá en un 10 %, y aumentará la variabilidad de las temperaturas estacionales. Los eventos climáticos como sequías e inundaciones serán más comunes.
Las necesidades energéticas debidas al aumento de la población y su nivel de vida aumentarán a partir de mitades del siglo en un 4 % anual, compartiendo esta tendencia con el resto de los países desarrollados. De no conseguir que dichas necesidades se vean satisfechas por medio de fuentes de energía no contaminante, ello contribuirá a la subida de las temperaturas en la región.
La subida de las temperaturas significaría el desplazamiento de los biomas mediterráneos entre 300 y 500 kilómetros hacia el norte (estimado para una subida de 1,5 °C), lo cual significaría que los ecosistemas mediterráneos secos de Israel, Palestina y Jordania se harán más áridos (iniciando un proceso de desertificación). Algunos modelos predicen hasta 50 % de reducción de las precipitaciones anuales en la cuenca del río Jordán.
Según la ONU, las dificultades de los gobiernos de asegurar que las necesidades de su país en materia de agua sean cubiertas serán uno de los motivos principales de inestabilidad interna, hasta el punto de convertirse en Estados fallidos. Actualmente Israel está mejor equipado para combatir el cambio climático que sus vecinos árabes, que sin una preparación adecuada (y la disposición política) carecerán de las herramientas para afrontar una sequía continua, la pérdida de cultivos, la pérdida de biodiversidad, la propagación de enfermedades, los efectos económicos y la inestabilidad política. Estas circunstancias son propicias a la proliferación de ideologías extremistas y conflictos, que añadidos a los ya existentes en la región, podrían desembocarse en una nueva guerra regional.

## Acción legislativa y política
La legislación israelí en materia de medio ambiente tiene una larga y abundante trayectoria, habiendo abordado, con diferentes niveles de eficacia, un amplio espectro de cuestiones medioambientales a las que se enfrenta el país. Ello incluye tanto aspectos «tradicionales» del siglo xx, como la contaminación del agua, protección ambiental y conservación de la naturaleza, como temas de investigación más recientes, desde la reducción de la capa de ozono y la descomposición de materiales resistibles a la radiación celular.
Los comités de trabajo durante las negociaciones de paz entre árabes e israelíes en la década de 1990 abordaron ampliamente la cooperación en materia de recursos y medio ambiente. En paralelo a las negociaciones oficiales, se trabajaba para lograr un mayor apoyo popular al proceso de paz a través de la colaboración medioambiental que podría beneficiar a ambas partes. En los acuerdos firmados con Jordania y con la Autoridad Palestina, se detallaban las disposiciones para un trabajo conjunto en materias como agua, energía, recursos naturales, contaminación y biodiversidad. Posteriormente, las cuestiones medioambientales han sido de las primeras en formalizarse en las relaciones con otros países árabes, como fue el caso de Baréin tras la firma de los Acuerdos de Oslo, siendo la primera misión diplomática israelí en dicho país (y única hasta los acuerdos de Abraham de 2020) una oficina de intereses comunes medioambientales.
Israel es miembro la Convención Marco de las Naciones Unidas sobre el Cambio Climático (CMNUCC), habiéndola ratificado en 1996. En octubre de 2000, el gobierno israelí publicó su primer informe extenso y detallado para la Conferencia de las Partes (COP) de la CMNUCC, en el que se describían los impactos, adaptación y vulnerabilidades del cambio climático en Israel. El documento recogía todas las circunstancias, contingencias y eventualidades del fenómeno y las posibles soluciones que se podrían aplicar en las siguientes décadas. Muchos de los números que se han barajado hasta la fecha, incluidos los anteriormente mencionados, se basan en este informe. Sin embargo, es necesario subrayar que el avance tecnológico que se ha dado en las primeras dos décadas del siglo xxi, sobre todo en las nuevas tecnologías y las medioambientales, ha superado, a veces con creces, las valoraciones de finales del siglo anterior, introduciendo nuevos parámetros en la ecuación.
En 2015, Israel presentó a la CMNUCC su Contribución Determinada a Nivel Nacional cara al acuerdo de París de ese mismo año. Dicho plan de acción sufrió modificaciones tras la elección de Donald Trump como presidente de Estados Unidos, cuya administración fue crítica con el acuerdo y hasta llegó a anunciar la retirada de su país del mismo. A pesar de las relaciones de amistad entre ambos gobiernos, el Estado judío ratificó su compromiso con el acuerdo de París, fiel a su política medioambiental de las últimas décadas.

### Desertificación
La desertificación es uno de los factores globales del cambio climático, por lo que las medidas adoptadas para combatir este fenómeno se consideran parte del esfuerzo para combatir la crisis climática. 
Israel es miembro de la Convención de las Naciones Unidas de Lucha contra la Desertificación, con la principal preocupación centrada en el sur del país, más concretamente el desierto de Judea y el norte del Néguev. Israel se ha comprometido a aplicar una serie de medidas, que incluyen la prevención del sobrepastoreo a través de una eficiente administración de las tierras destinadas a este fin; la forestación en zonas cuya media anual de precipitaciones supera los 90 mm con el fin de detener la erosión del suelo y mejorar la precipitación a nivel de mesoescala; la administración más eficiente de sumideros para mejorar la humedad del suelo; la disminución de las fugas de agua, suelo y nutrientes de las tierras desertificadas; el aumento de la productividad y diversidad de las plantas; la implementación de prácticas de riego sensibles a la salinidad (por medio de teconologías desarrolladas localmente y exportadas a otros países); y el mejoramiento de cultivos tolerantes a la sal y la sequía.
En este aspecto, el Ministerio de Agricultura de Israel, en colaboración con la Universidad de California en Davis, han desarrollado el proyecto Biotecnología en la Agricultura en Ambientes Salinos (BASE por sus siglas en inglés), premiado por la ONU por su singular enfoque científico.

### Actualidad
En 2018, Israel entregó a la CMNUCC un informe completo sobre la totalidad de aspectos relacionados con el cambio climático y el calentamiento global en el país. El informe, elaborado por el MEP en cooperación con todos los ministerios y organizaciones relevantes del país, abordaba decenas de temas relevantes, desde la minería a las tecnologías renovables, y repasaba tanto los efectos y actuaciones de años pasados como previsiones y planes de choque para los años 2020, 2025 y 2030 y la segunda mitad del siglo xxi.
En julio de 2020, la OECD publicó un informe favorable con respecto a las actuaciones de Israel en materia de medio ambiente. El informe aborda la aceleración de la acción climática en Israel a través de políticas de mitigación en los sectores de la electricidad, el urbanismo y el transporte, y analiza las acciones futuras necesarias para la reducción de la emisión de gases de efecto invernadero (GEI) en el país. Se hizo hincapié en la eliminación de medios de desarrollo que podrían impedir alcanzar el nivel cero neto de emisión de dióxido de carbono en la segunda mitad del siglo (meta común para todos los países).
La pandemia de COVID-19 también ha jugado un papel en el replanteo de medidas medioambientales, más pragmáticas en una variedad de situaciones. Sin embargo, un informe del Instituto de Estudios de Seguridad Nacional de Israel (INSS) publicado en febrero de 2021 y analizado por el The Times of Israel denunció que Israel no hace lo suficiente para combatir el cambio climático, prevaleciendo todavía la tradicional prioridad de la defensa militar sobre otros temas que el INSS considera estratégicamente más acuciantes. El informe, titulado «Medio ambiente, clima y seguridad nacional: El nuevo frente de Israel», determina que el aspecto más crucial de la seguridad nacional de Israel es y será el cambio climático.
En abril de 2021, el Ministerio de Energía israelí anunció un ambicioso plan de reducción de la emisión de GEI en un 80 % hasta 2050.

### Instituciones
Israel cuenta con varias instituciones responsables de distintos aspectos del cambio climático, entre comisiones de trabajo de la Knéset, instituciones académicas e institutos de investigación propios. La entidad responsable de coordinar la información y planes de acción en esta materia es el Centro de Información sobre el Cambio Climático (ICCIC por sus siglas en inglés), establecido por el MEP con el objetivo de juntar todos los datos e investigaciones disponibles a fin de identificar los factores de riesgo en sectores estratégicos (salud, agua, urbanismo, biodiversidad, geoestrategia y economía), aplicar los estudios relevantes y proponer políticas a la administración. El ICCIC está formado por expertos del Instituto Nacional de Investigación de Políticas y de las universidades de Tel Aviv, Haifa y el Technion. Algunos expertos israelíes críticos con la actuación del gobierno en materia de medio ambiente han alegado que, tras casi una década de existencia, habiendo reunido y comparado una gran cantidad de datos y presentado informes muy valiosos, no se ha hecho lo suficiente para adoptar medidas basadas en las conclusiones de ICCIC.
Por su parte, el Instituto Aravá de Estudios Medioambientales, considerado de los más avanzados de Oriente Próximo, ubicado en la Aravá, ha puesto el hincapié en la colaboración con científicos de los países vecinos. Sus programas académicos y centros de investigación integran estudiantes jordanos, palestinos y de distintos países alrededor del mundo. Este instituto considera que la urgencia de la situación climática trasciende los demás temas de debate entre las partes y que debido a la lentitud de los procesos bilaterales, urge mantener una estrecha colaboración al margen de las consideraciones políticas. A este fin, se ofrece una conferencia anual de cooperación transfronteriza en materia medioambiental (Cross-Border Environmental Cooperation Conference) y se organizan iniciativas y grupos de trabajo en el marco de un foro de cooperación. Medio ambiente es la única materia que ha podido mantener una colaboración relativamente ininterrumpida entre israelíes y palestinos, también en tiempos de bloqueo político.